# Vidima-Rakovski Sevlievo
Vidima-Rakovski Sevlievo (Bulgaars: ПФК Видима-Раковски) is een Bulgaarse voetbalclub uit Sevlievo.

## Geschiedenis
De club kwam in 1997 tot stand na een fusie tussen FC Rakovski en FC Vidima. FC Rakovski Sevlievo werd op 22 december 1922 opgericht. In 2003 promoveerde de club voor het eerst naar de hoogste klasse en werd daar gedeeld twaalfde met Spartak Varna en kon zich net redden van degradatie. Het volgende seizoen werd de club derde laatste en degradeerde. Na twee seizoenen afwezigheid in de hoogste klasse keerde de club terug in 2007, maar kon het behoud niet verzekeren. In 2010 werd het kampioen in de B Grupa West en kon zo de promotie naar de A Grupa afdwingen. In 2012 degradeerde de club.
Pirin Blagoëvgrad · 
Dobroedzja Dobritsj · 
Marek Doepnitsa ·
Fratrija ·
Lokomotiv Gorna Orjachovitsa ·
Jantra · 
Litex Lovetsj · 
Loedogorets II ·  
Montana · 
Nesebar ·
Minjor Pernik ·
Belasitsa Petritsj ·   
Spartak Pleven ·   
Botev Plovdiv II ·
Doenav Roese ·
Stroemska Slava Radomir · 
CSKA 1948 Sofia II · 
CSKA Sofia II ·
Sportist Svoge · 
Etar Veliko Tarnovo